# Good Night Mare
『Good Night Mare』（グッド・ナイト・メア）は、秋山黄色の4枚目のフルアルバム。
2024年9月25日にエピックレコードジャパンから発売予定。

## 概要
前作『ONE MORE SHABON』より、2年半ぶりのフルアルバム。
“悪夢のような世界でも笑って生きていく”という意味が込められた本作には、アニメ『僕のヒーローアカデミア』第6期エンディングテーマ「SKETCH」やDeu (PEOPLE 1)を迎えた初のコラボ曲「Caffeine Remix feat. Deu」など全12曲を収録。
初回生産限定盤はアナログサイズジャケット仕様となり、特典のBlu-rayには”-Kiro Akiyama Music Video Collection-“と題しパッケージ未収録であったMusic Videoが収録されている。

## 収録内容
| 全作詞・作曲: 秋山黄色。 |                                |          |            |      |
| #                        | タイトル                       | 作詞     | 作曲・編曲 | 時間 |
| 1.                       | 「SCRAP BOOO」                 | 秋山黄色 | 秋山黄色   | 2:44 |
| 2.                       | 「SKETCH」                     | 秋山黄色 | 秋山黄色   | 3:57 |
| 3.                       | 「FLICK STREET」               | 秋山黄色 | 秋山黄色   | 3:40 |
| 4.                       | 「ソーイングボックス」         | 秋山黄色 | 秋山黄色   | 3:14 |
| 5.                       | 「吾輩はクソ猫である」         | 秋山黄色 | 秋山黄色   | 4:01 |
| 6.                       | 「AYATORI」                    | 秋山黄色 | 秋山黄色   | 3:41 |
| 7.                       | 「Lonely cocoa」               | 秋山黄色 | 秋山黄色   | 4:36 |
| 8.                       | 「蛍」                         | 秋山黄色 | 秋山黄色   | 3:59 |
| 9.                       | 「負け負けの負け」             | 秋山黄色 | 秋山黄色   | 3:02 |
| 10.                      | 「ソニックムーブ」             | 秋山黄色 | 秋山黄色   | 4:05 |
| 11.                      | 「生まれてよかったと思うこと」 | 秋山黄色 | 秋山黄色   | 4:41 |
| 12.                      | 「Caffeine Remix feat.Deu」    | 秋山黄色 | 秋山黄色   | 3:47 |
| 合計時間:                | 合計時間:                      | 45:33    |            |      |

### Blu-ray Disc
| #   | タイトル               | 作詞 | 作曲・編曲 |
| --- | ---------------------- | ---- | ---------- |
| 1.  | 「月と太陽だけ」       |      |            |
| 2.  | 「ナイトダンサー」     |      |            |
| 3.  | 「見て呉れ」           |      |            |
| 4.  | 「シャッターチャンス」 |      |            |
| 5.  | 「ソーイングボックス」 |      |            |
| 6.  | 「SKETCH」             |      |            |
| 7.  | 「年始のTwilight」     |      |            |
| 8.  | 「蛍」                 |      |            |
| 9.  | 「SCRAP BOOO」         |      |            |
| 10. | 「ソニックムーブ」     |      |            |